# كين جونز (لاعب اتحاد الرغبي بريطاني)
كين جونز (بالإنجليزية: Ken Jones)‏ هو لاعب اتحاد الرغبي بريطاني، ولد في 7 أغسطس 1941 في كروس هاندز ‏ في المملكة المتحدة.

## وصلات خارجية
- كين جونز عل موقع إسبنسكروم (الإنجليزية)